# Милоевич, Неманя
Неманя Милоевич (серб. Немања Милојевић, греч. Νεμάνια Μιλόγεβιτς; 23 февраля 1998, Афины, Греция) — греческий футболист сербского происхождения, полузащитник.

## Карьера
Милоевич является воспитанником футбольного клуба «Чукарички». 30 апреля 2017 года дебютировал в основном составе в матче против «Металаца». 29 октября в игре против «Вождоваца» на 4-й компенсированной минуте забил втой гол и принёс победу своей команде.
В июле 2018 года перешёл в «Войводину».